# خانه محمدرضا صفری‌نژاد
خانه محمد رضا صفری نژاد مربوط به دوره پهلوی اول است و در شیراز، محله درب شیخ، کوچه شاعلی، پلاک ۳۸ واقع شده و این اثر در تاریخ ۱۰ خرداد ۱۳۸۲ با شمارهٔ ثبت ۸۹۷۷ به‌عنوان یکی از آثار ملی ایران به ثبت رسیده است.